# Full Members Cup 1988-89
La Full Members Cup 1988/89 fue la cuarta edición de la competición. Se disputó entre el 8 de noviembre de 1988 y el 30 de abril de 1989. La final se celebró en el Wembley Stadium de Londres.

## Primera Ronda
| 8 de noviembre de 1988 | Charlton Athletic | 0:1 | Sunderland | Selhurst Park, Londres |  |

| 8 de noviembre de 1988 | Southampton | 3:0 | Stoke City | The Dell, Southampton |  |

| 8 de noviembre de 1988 | Portsmouth | 2:1 | Hull City | Fratton Park, Portsmouth |  |

| 8 de noviembre de 1988 | Watford | 2:0 | Leicester City | Vicarage Road, Watford |  |

| 9 de noviembre de 1988 | Aston Villa | 6:0 | Birmingham City | Villa Park, Birmingham |  |

| 9 de noviembre de 1988 | Bradford City | 3:1 | Brighton & Hove Albion | Valley Parade, Bradford |  |

| 9 de noviembre de 1988 | Chelsea | 6:2 | Plymouth Argyle | Stamford Bridge, Londres |  |

| 9 de noviembre de 1988 | Leeds United | 6:2 | Shrewsbury Town | Elland Road, Leeds |  |

| 9 de noviembre de 1988 | Norwich City | 2:1 | Swindon Town | Carrow Road, Norwich |  |

| 9 de noviembre de 1988 | Derby County | 1:0 | Bournemouth | Baseball Ground, Derby |  |

| 9 de noviembre de 1988 | Millwall | 4:1 | Barnsley | The Den, Londres |  |

| 9 de noviembre de 1988 | West Ham United | 5:2 | West Bromwich Albion | Upton Park, Londres |  |

| 22 de noviembre de 1988 | Crystal Palace | 4:2 | Walsall | Selhurst Park, Londres |  |

| 23 de noviembre de 1988 | Oxford United | 2:3 | Ipswich Town | Manor Ground, Oxford |  |

| 13 de diciembre de 1988 | Blackburn Rovers | 3:2 | Manchester City | Ewood Park, Blackburn |  |

| 14 de diciembre de 1988 | Middlesbrough | 1:0 | Oldham Athletic | Ayresome Park, Middlesbrough |  |

## Segunda Ronda
| 22 de noviembre de 1988 | Watford | 1:1 (? – ? p.) | West Ham United | Vicarage Road, Watford |  |

| 23 de noviembre de 1988 | Derby County | 2:1 | Aston Villa | Baseball Ground, Derby |  |

| 29 de noviembre de 1988 | Millwall | 2:0 | Leeds United | The Den, Londres |  |

| 30 de noviembre de 1988 | Bradford City | 2:3 | Chelsea | Valley Parade, Bradford |  |

| 13 de diciembre de 1988 | Southampton | 1:2 | Crystal Palace | The Dell, Southampton |  |

| 20 de diciembre de 1988 | Ipswich Town | 1:0 | Norwich City | Portman Road, Ipswich |  |

| 21 de diciembre de 1988 | Middlesbrough | 2:1 | Portsmouth | Ayresome Park, Middlesbrough |  |

| 22 de diciembre de 1988 | Blackburn Rovers | 2:1 | Sunderland | Ewood Park, Blackburn |  |

## Tercera Ronda
| 13 de diciembre de 1988 | Watford | 2:1 | Newcastle United | Vicarage Road, Watford |  |

| 20 de diciembre de 1988 | Everton | 2:0 | Millwall | Goodison Park, Liverpool |  |

| 21 de diciembre de 1988 | Wimbledon | 0:0 (4 – 3 p.) | Derby County | Plough Lane, Londres |  |

| 10 de enero de 1989 | Chelsea | 1:4 | Nottingham Forest | Stamford Bridge, Londres |  |

| 10 de enero de 1989 | Crystal Palace | 4:1 | Luton Town | Selhurst Park, Londres |  |

| 10 de enero de 1989 | Ipswich Town | 1:0 | Blackburn Rovers | Portman Road, Ipswich |  |

| 11 de enero de 1989 | Middlesbrough | 1:0 | Coventry City | Ayresome Park, Middlesbrough |  |

| 1 de febrero de 1989 | Sheffield Wednesday | 0:1 | Queens Park Rangers | Hillsborough Stadium, Sheffield |  |

## Cuartos de final
| 18 de enero de 1989 | Wimbledon | 1:2 | Everton | Plough Lane, Londres |  |

| 24 de enero de 1989 | Ipswich Town | 1:3 | Nottingham Forest | Portmand Road, Ipswich |  |

| 28 de enero de 1989 | Middlesbrough | 2:3 | Crystal Palace | Ayresome Park, Middlesbrough |  |

| 14 de febrero de 1989 | Watford | 1:1 (1 – 2 p.) | Queens Park Rangers | Vicarage Road, Watford |  |

## Semifinales
| 22 de febrero de 1989 | Nottingham Forest | 3:1 | Crystal Palace | City Ground, Nottingham |  |

| 28 de febrero de 1989 | Everton | 1:0 | Queens Park Rangers | Goodison Park, Liverpool |  |

## Final
| 1  | POR | Steve Sutton  |  |
| 2  | DEF | Brian Laws    |  |
| 3  | DEF | Stuart Pearce |  |
| 5  | DEF | Terry Wilson  |  |
| 4  | MED | Des Walker    |  |
| 6  | MED | Steve Hodge   |  |
| 7  | MED | Tommy Gaynor  |  |
| 8  | MED | Neil Webb     |  |
| 11 | MED | Garry Parker  |  |
| 9  | DEL | Nigel Clough  |  |
| 10 | DEL | Lee Chapman   |  |
| DT | DT  | Brian Clough  |  |

| 1  | POR | Neville Southall  |  |
| 2  | DEF | Neil McDonald     |  |
| 3  | DEF | Pat Van Den Hauwe |  |
| 4  | DEF | Kevin Ratcliffe   |  |
| 5  | DEF | Dave Watson       |  |
| 6  | MED | Paul Bracewell    |  |
| 7  | MED | Trevor Steven     |  |
| 8  | MED | Pat Nevin         |  |
| 11 | MED | Kevin Sheedy      |  |
| 9  | DEL | Graeme Sharp      |  |
| 10 | DEL | Tony Cottee       |  |
| DT | DT  | Colin Harvey      |  |

| Árbitro | Allan Gunn |

| 1  | POR | Steve Sutton  |  |
| 2  | DEF | Brian Laws    |  |
| 3  | DEF | Stuart Pearce |  |
| 5  | DEF | Terry Wilson  |  |
| 4  | MED | Des Walker    |  |
| 6  | MED | Steve Hodge   |  |
| 7  | MED | Tommy Gaynor  |  |
| 8  | MED | Neil Webb     |  |
| 11 | MED | Garry Parker  |  |
| 9  | DEL | Nigel Clough  |  |
| 10 | DEL | Lee Chapman   |  |
| DT | DT  | Brian Clough  |  |

| 1  | POR | Neville Southall  |  |
| 2  | DEF | Neil McDonald     |  |
| 3  | DEF | Pat Van Den Hauwe |  |
| 4  | DEF | Kevin Ratcliffe   |  |
| 5  | DEF | Dave Watson       |  |
| 6  | MED | Paul Bracewell    |  |
| 7  | MED | Trevor Steven     |  |
| 8  | MED | Pat Nevin         |  |
| 11 | MED | Kevin Sheedy      |  |
| 9  | DEL | Graeme Sharp      |  |
| 10 | DEL | Tony Cottee       |  |
| DT | DT  | Colin Harvey      |  |

| Árbitro | Allan Gunn |

| Bandera de Inglaterra                       |
| Campeón Nottingham Forest F. C. 1.er título |